# Brentella di Pederobba
La Brentella di Pederobba è un canale artificiale del Veneto centrale.
Devia 30 m³/secondo di acqua del Piave all'altezza di Fener di Setteville. Scorre parallelamente al Piave e, poco dopo Crocetta del Montello, si dirama nei canali detti di Caerano e del Bosco. Il primo, che è il principale, attraversa gli abitati di Caerano di San Marco e Montebelluna e, poco prima di Trevignano, si divide in canali minori; l'altro lambisce il versante sud del Montello e sfocia nel canale della Vittoria di Ponente.
Fu realizzata grazie ad una concessione della Repubblica di Venezia del 22 marzo 1436 scaturita da una richiesta avanzata l'anno prima dai rappresentanti della città di Treviso avevano richiesto al Senato la costruzione del canale pel bene generale di tutto il territorio nostro trevisano, poiché la campagna vi è aridissima e perciò sterile. Il canale fu notevolmente ampliato e potenziato da Giovanni Giocondo e in effetti diede al territorio enormi vantaggi (si noti, per esempio, che la popolazione locale triplicò nel giro di nemmeno tre secoli, un incremento enorme per allora). Oltre che a favorire l'agricoltura, la Brentella faceva funzionare numerosissimi opifici, e agli inizi del Novecento i territori limitrofi divennero una delle principali zone industriali della provincia, ruolo che svolge ancor oggi grazie ad alcune centrali elettriche dell'ENEL.
La gestione del canale è affidata al consorzio di bonifica Piave che nel 2009 ha assorbito il consorzio di bonifica Pedemontano Brentella di Pederobba.